# 纤维二糖
纤维二糖是由两分子β-D-葡萄糖通过β（1→4）糖苷键连接而形成的雙醣，纤维二糖是纤维素这种多糖的基本重复单位。是由一分子β-D-吡喃葡萄糖提供半缩醛羟基和一分子D-葡萄糖提供非半缩醛羟基失水生成。学名是4-O-（β-D-吡喃葡萄糖基）-D-吡喃葡萄糖。
化学性质：它能被β-葡萄糖苷酶水解，与多侖試劑、斐林試劑和本氏液成正反应，是还原糖。